# Tarenna sambucina
Tarenna sambucina là một loài thực vật có hoa trong họ Thiến thảo. Loài này được (G.Forst.) T.Durand ex Drake miêu tả khoa học đầu tiên năm 1890.